# Kanton Brest-Cavale-Blanche-Bohars-Guilers
Der Kanton Brest-Cavale-Blanche-Bohars-Guilers war von 1985 bis 2015 ein französischer Wahlkreis im Arrondissement Brest, im Département Finistère und in der Region Bretagne; sein Hauptort war Brest.

## Gemeinden
Der Kanton Brest-Cavale-Blanche-Bohars-Guilers bestand aus Teilen der Stadt Brest und den Gemeinden Bohars und Guilers.
| Gemeinde          | Bretonisch                                | Einwohner (2022) | Fläche (km²) | Code postal | Code Insee |
| ----------------- | ----------------------------------------- | ---------------- | ------------ | ----------- | ---------- |
| Bohars            | Boc'harzh                                 | 3.671            | 7.27         | 29820       | 29011      |
| Brest (teilweise) | Brest                                     | 140.993          | unbekannt    | 29200       | 29019      |
| Guilers           | Gwiler-Leon                               | 8.221            | 18.98        | 29820       | 29069      |
| Kanton            | Brest-Ar Gazeg Wenn-Boc’harzh-Gwiler-Leon | 18.880           | unbekannt    | -           | 2944       |

## Geschichte
Die Stadt Brest war nur von 1793 bis 1801 ein einziger Kanton. Bereits 1801 wurde die Stadt in die Kantone Brest-Ville, Brest-2 und Brest-3 unterteilt. 1973 wurde Brest-Ville in Brest-1 umgetauft und es entstanden zusätzlich die Kantone Brest-4 bis Brest-7. 1985 kam dann noch in den Neubaugebieten der Kanton Brest-8 hinzu. Die bis 2015 gültige Unterteilung der Stadt Brest und einiger Vorortsgemeinden in die Kantone Brest-Bellevue, Brest-Cavale-Blanche-Bohars-Guilers, Brest-Centre, Brest-Kerichen, Brest-Lambezellec, Brest-L’Hermitage-Gouesnou, Brest-Plouzané, Brest-Recouvrance, Brest-Saint-Marc und Brest-Saint-Pierre existierte seit 1991.

## Bevölkerungsentwicklung
| 1999   | 2006   | 2012   |
| ------ | ------ | ------ |
| 16.780 | 17.330 | 18.880 |